# Schlesiske hertugdømmer
De schlesiske hertugdømmer er fællesbetegnelsen for en række hertugdømmer, der opstod efter det oprindelige hertugdømmet Schlesiens opløsning på et tidspunkt efter 1138.
I overensstemmelse med Bolesław 3.'s sidste vilje og testamente blev kongeriget Polen ved hans død opdelt i fem arveprovinser, der blev fordelt mellem hans sønner. Blandt disse var den såkaldte Seniorprovins, hertugdømmet Kraków, reserveret til hans ældste søn, som samtidig blev tildelt titlen af ærkehertug af Polen. Dette indledte den proces, der senere blev benævnt Polens opdeling, i hvilken periode Piast-slægten var dominerende i området.
Under hele opdelingsperioden var den polske kirke med til at fastholde en vis enhed i landet, og i slutningen af det 13. århundrede blev problemet med flere og flere mindre og mindre stater åbenbart, hvorpå der blev påbegyndt forsøg på at samle landet igen. Det var dog først med de sidste Piast-herskere, Władysław 1. af Polen og hans søn Kasimir 3. den Store, at der kom nogenlunde samling på Polen igen, men omkring samme tid blev Schlesien en del af det bøhmiske kongerige.

## Historie
Bolesławs søn, Władysław 2., fik tildelt Schlesien, og som den ældste fik han desuden Seniorprovinsen og titlen som ærkehertug. Imidlertid søgte han at tiltvinge sig magten over hele Polen, og dette betød, at han af sine yngre brødre blev bandlyst og afsat i 1146. Władysławs halvbror, Bolesław 4., der var hertug af Masovien, blev i stedet ærkehertug. Da Władysławs tre sønner i 1163 vendte tilbage til Polen med opbakning fra kejser Frederik Barbarossa, måtte Bolesław genetablere deres arveriger. De første år deltes brødrene om regeringen af Polen, men i 1173 foretog de en opdeling af Schlesien som følger:
- Bolesław 1. fik som den ældste hertugdømmet Wrocław, herunder Legnica og Opole. I 1280 overlod han styret af Opole til sin søn Jarowslaw.
- Mieszko 4. blev hertug af Racibórz og fik desuden Bytom og Oświęcim i 1177. Efter storebror Bolesław 1.'s død i 1201 bemægtigede han sig desuden Opole fra Bolesławs søn Henrik 1. den Skæggede.
- Konrad, som var den yngste bror, krævede i 1177 hertugdømmet Głogów fra storebror Bolesław, hvilket han fik. Da Konrad døde nogle år senere, tog Bolesław Głogów tilbage.

- 1172/3-1177
     Bolesław 1. den Høje
     Jarosław af Opole
     Mieszko 4. af Opole
- 1177-1185
     Bolesław 1. den Høje
     Jarosław af Opole
     Mieszko 4. af Opole
     Konrad  af Głogów
- 1185-1201
     Bolesław 1. den Høje
     Jarosław Opolski
     Mieszko 4. af Opole
- 1201-1202
     Bolesław 1. den høje,
    1201: Henrik 1. den Skæggede
     Mieszko 4. af Opole

Mieszko 4. regerede over de øvre schlesiske hertugdømmer Racibórz og Opole til sin død i 1211. Hans arving var Kasimir 1. af Opole, som døde i 1230. Kasimirs fætter, Henrik 1. den Skæggede forblev hersker over det nedre schlesiske hertugdømme Wrocław og overtog hertugdømmet Kalisz i 1206, som han gav til Władysław Odonic, samt Lubusz Land i 1210. Efter Kasimirs død lykkedes det Henrik at genforene hele Schlesien under sit herredømme.
Henrik den Skæggede blev efterfulgt af Henrik 2. den Fromme i 1238, mens Øvre Schlesien blev arvet af Kasimirs søn Mieszko 2. den Fede i 1239. Han og hans bror, Władysław Opolski, havde allerede fået hertugdømmet Kalisz i 1234. Henrik 2. blev dræbt i slaget ved Legnica i 1241, og hans ældste søn, Bolesław 2. den Skaldede, gav Lubusz til sin bror Mieszko (død 1242) og fortsatte som enehersker i Nedre Schlesien til 1248.
Mieszko den Fede i Øvre Schlesien gav i 1244 Kalisz tilbage til Przemysł 1. af Storpolen. Han døde i 1246, hvorpå hans besiddelser blev arvet af hans bror, Władysław Opolski.
- 1206-1217
     Henrik 1. den Skæggede
     Władysław Odonic, 
    1207
     Lubusz Land, 1210
     Mieszko 4. af Opole,
    1211: Kasimir 1. af Opole
- 1217-1230
     Henrik 1. den Skæggede
     Kasimir 1. af Opole
- 1241-1243
     Bolesław 2. den Skaldede
     Mieszko Lubuski,
    1241–1242
     Władysław Opolski
     Mieszko 2. den Fede
- 1243-1248
     Bolesław 2. den Skaldede
     Santok, until 1247
     Władysław Opolski
     Mieszko 2. den Fede,
    1246: Władysław Opolski
     Przemysł 1. af Storpolen
    1244
     Kępno, til 1244
     Lelów, til 1247

## Oversigt over hertugdømmerne
Tyske navne i parenteser.
- Hertugdømmet Bielsko (Hertugdømmet Bielitz)
- Hertugdømmet Brzeg (Hertugdømmet Brieg)
- Hertugdømmet Bytom (Hertugdømmet Breuthen)
- Hertugdømmet Cieszyn (Hertugdømmet Teschen)
- Hertugdømmet Głogów (Hertugdømmet Glogau)
- Hertugdømmet Jawor (Hertugdømmet Jauer)
- Hertugdømmet Krnov (Hertugdømmet Jägerndorf)
- Hertugdømmet Legnica (Hertugdømmet Liegnitz)
- Hertugdømmet Nysa (Hertugdømmet Neisse)
- Hertugdømmet Oleśnica (Hertugdømmet Oels)
- Hertugdømmet Opava (Hertugdømmet Troppau)
- Hertugdømmet Opole (Hertugdømmet Oppeln)
- Hertugdømmet Oświęcim (Hertugdømmet Auschwitz)
- Hertugdømmet Przczyna (Hertugdømmet Pless)
- Hertugdømmet Racibórz (Hertugdømmet Ratibor)
- Hertugdømmet Siewirz (Hertugdømmet Siewirz)
- Hertugdømmet Świdnica (Hertugdømmet Schweidnitz)
- Hertugdømmet Wrocław (Hertugdømmet Breslau)
- Hertugdømmet Zator (Hertugdømmet Zator)
- Hertugdømmet Żagań (Hertugdømmet Sagan)
- Hertugdømmet Ziębice (Hertugdømmet Münsterberg)

Dertil kommer en række helt små hertugdømmer.

## Kort
De følgende kort illustrerer udviklingen mod flere og mindre hertugdømmer.
- 1248-1249
- 1249-1273
- 1273-1277
- 1277-1278
- 1278-1281
- 1281-1284
- 1284-1287
- 1287-1290
- 1290-1291
- 1294-1296
- 1296-1301
- 1306-1309
- 1309-1311
- 1312-1317
- 1317-1321
- 1322-1331

51°07′00″N 17°02′00″Ø / 51.1167°N 17.0333°Ø